# Helen Mack
Helen Mack, pseudonimo di Helen McDougall (Rock Island, 13 novembre 1913 – Beverly Hills, 13 agosto 1986), è stata un'attrice statunitense.

## Biografia
Studiò dal 1921 al 1929 alla Professional Children's School di New York City e già dal 1923 apparve in alcuni film con piccoli ruoli, oltre a recitare a Broadway nelle commedie Neighbors (1923), Yellow (1926) e Subway Express (1929).
Successo e notorietà le giunsero negli anni Trenta con il cinema sonoro, a partire da While Paris Sleeps (1932), con Victor McLaglen, e Il figlio di King Kong (1933), proseguendo con The Last Train from Madrid (1937) fino a La signora del venerdì (1940). Il suo ultimo film fu Divorce, con Kay Francis e Bruce Cabot, uscito nel 1945. Da allora si dedicò alla produzione, direzione e sceneggiatura di programmi radiofonici e televisivi.
Si sposò due volte: dal 1935 al 1938 con l'avvocato Charles Irwin, dal quale ebbe un figlio, e dal 1940 con Thomas McAvity, dal quale ebbe il suo secondo figlio. McAvity fu vice-presidente della NBC e morì nel 1974. Helen Mack morì di cancro nel 1986 e fu sepolta nel Westwood Memorial Park di Los Angeles.

## Riconoscimenti
L'8 febbraio 1960 le fu concessa una stella della Hollywood Walk of Fame, al numero 6310 dell'Hollywood Boulevard.

## Filmografia parziale

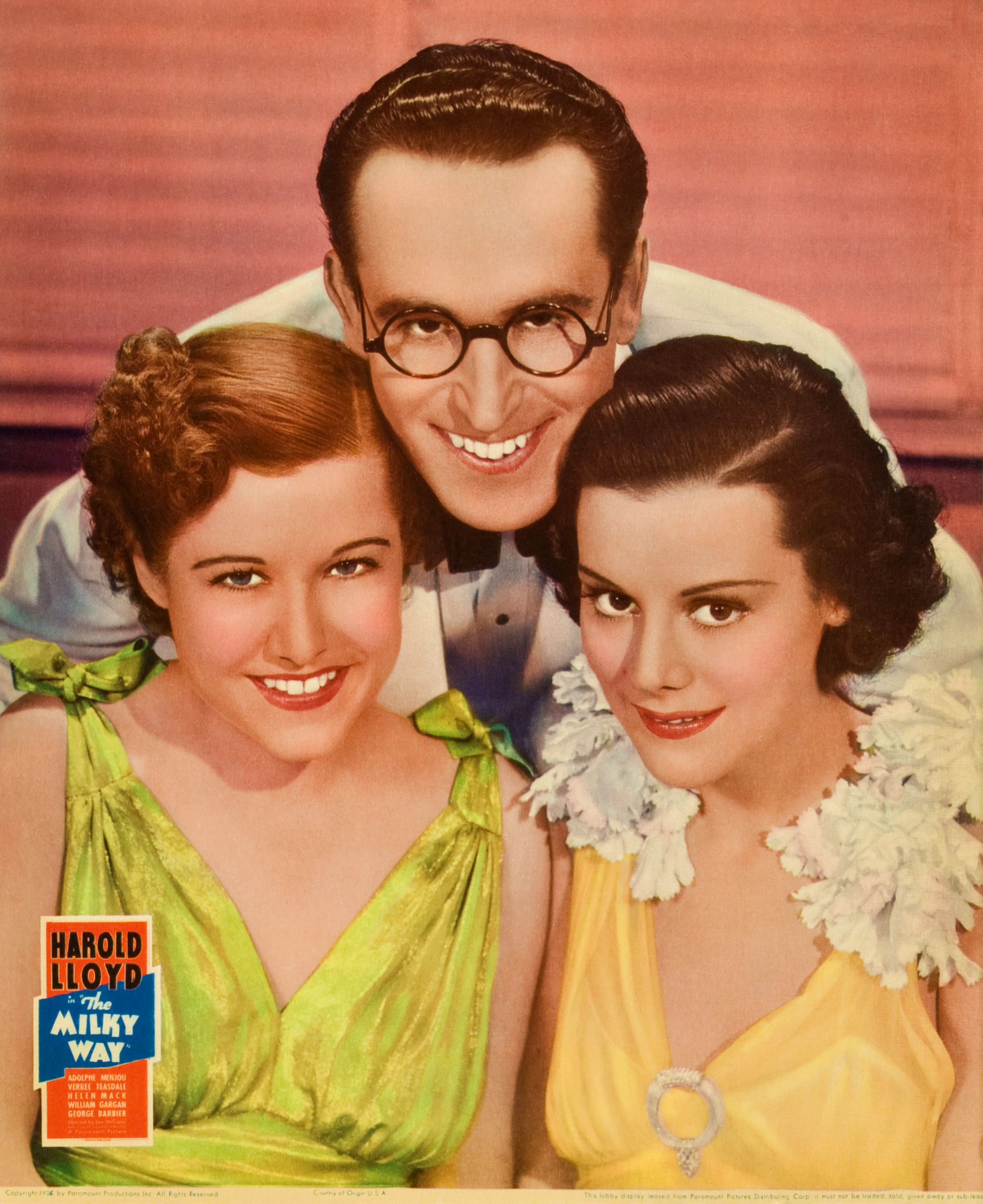
Helen Mack (a destra) con Dorothy Wilson e Harold Lloyd ne La via lattea

- Success (1923)
- Pied Piper Malone (1924)
- While Paris Sleeps (1932)
- Il testimone muto (1932)
- Figli di lusso (1933)
- La crociera delle ragazze (1933)
- Il figlio di King Kong (1933)
- Il tempio del dottor Lamar (1934)
- La donna eterna (1935)
- La via lattea (1936)
- Una regina tra due cuori (1937)
- The Last Train from Madrid (1937)
- Tragica attesa (1938)
- Mystery of the White Room (1939)
- La signora del venerdì (1940)
- Power Dive (1941)
- Il grande silenzio (1944)
- Divorce (1945)